# 울펜슈타인: 더 뉴 오더
《울펜슈타인: 더 뉴 오더》(Wolfenstein: The New Order)는 머신게임스 개발에 베데스다 소프트웍스 배급의 액션 어드벤처 1인칭 슈팅 게임이다. 2014년 5월 20일 마이크로소프트 윈도우, 플레이스테이션 3, 플레이스테이션 4, 엑스박스 360, 엑스박스 원으로 출시되었다. 본 게임은 《울펜슈타인》 시리즈의 일곱 번째 주요 작품이며 2009년작 《울펜슈타인》의 속편이다. 제2차 세계 대전에서 나치가 승리한 1960년대 유럽을 무대로 한다. 이야기는 참전 군인 윌리엄 "B.J." 블라즈코윅스와 나치의 세계 정복을 막으려는 그의 노력을 다룬다.
게임은 1인칭 관점으로 플레이되며 대개의 레벨에서 보행으로 이동한다. 이야기는 등장인물들의 주선을 통해 마련되며, 플레이어는 진행을 위해 반드시 완수해야 한다. 프롤로그의 도덕성 선택은 게임은 전 줄거리를 뒤바꾼다. 즉, 일부 등장인물 및 소규모 분기점이 타임라인 전체에서 변경된다. 게임은 다양한 무기를 지원하며, 그중 대부분은 두 손에 각각의 무기를 쥘 수 있도록 되어 있다. 엄폐 체계 역시 도입되어 있다.
이드 소프트웨어가 머신게임스에게 프렌차이즈의 권리를 이양한 직후인 2010년경 개발이 시작되었다. 개발 팀은 《울펜슈타인: 더 뉴 오더》를 1인칭 액션 어드벤처 게임으로 구상했고, 시리즈 전작들에서 영감을 얻었으며, 특히 전투 및 모험 요소에 각별히 주의를 기울였다. 게임은 전작들과 달리, 블라즈코윅스라는 캐릭더의 발전을 세세히 탐구하고 있다. 이것은 플레이어로 하여금 줄거리에 흥미를 느끼도록 하기 위해 개발자들이 선택한 한 방안이었다. 이들은 그를 용감무쌍한 인물로 소개하기를 목표했다.
《울펜슈타인: 더 뉴 오더》는 긍정적인 평가를 얻었다. 게임의 전투 및 내러티브는 특히나 호평을 끈 점이었다. 평론가들은 본작을 시리즈에서 성공적인 변곡점으로 간주했다. 게임은 연말 시상식에서 다수 수상했으며, 대표적으로 올해의 게임, 여러 게이밍 출판부의 최우수 슈팅 게임이 있다. 2015년 5월 스탠드 얼론 확장팩이 출시되었는데, 본작의 사건 전을 무대로 하는 《울펜슈타인: 디 올드 블러드》가 그것이다. 후속작인 《울펜슈타인 II: 더 뉴 콜로서스》가 2017년 10월 발매했다.

## 평가
| 평가 |                                        |
| --- | -------------------------------------- |
| 통합 점수 통합사 점수 메타크리틱 (PC) 81/100 [ 1 ] (XONE) 79/100 [ 2 ] (PS4) 79/100 [ 3 ] 평론 점수 평론사 점수 디스트럭토이드 7.5/10 [ 4 ] 유로게이머 6/10 [ 5 ] 게임 인포머 8/10 [ 6 ] 게임스팟 8/10 [ 7 ] 게임스레이더+ [ 8 ] 자이언트 밤 [ 9 ] IGN 7.8/10 [ 10 ] Joystiq [ 11 ] 폴리곤 9/10 [ 12 ] VideoGamer.com 6/10 [ 13 ] 《 Digital Spy 》 [ 14 ] Metro (UK) 9/10 [ 15 ] 《 The Guardian 》 [ 16 ] |                                        |
| 통합 점수 |                                        |
| 통합사 | 점수                                   |
| 메타크리틱 | (PC) 81/100 (XONE) 79/100 (PS4) 79/100 |
| 평론 점수 |                                        |
| 평론사 | 점수                                   |
| 디스트럭토이드 | 7.5/10                                 |
| 유로게이머 | 6/10                                   |
| 게임 인포머 | 8/10                                   |
| 게임스팟 | 8/10                                   |
| 게임스레이더+ | [ 8 ]                                  |
| 자이언트 밤 | [ 9 ]                                  |
| IGN | 7.8/10                                 |
| Joystiq | [ 11 ]                                 |
| 폴리곤 | 9/10                                   |
| VideoGamer.com | 6/10                                   |
| 《Digital Spy》 | [ 14 ]                                 |
| Metro (UK) | 9/10                                   |
| 《The Guardian》 | [ 16 ]                                 |